# Rosa Ramírez
Rosa Regina Ramírez Ríos (Tocopilla, 29 de julio de 1953) es una actriz y directora de teatro chilena.

## Biografía
Rosa Ramírez nació en Tocopilla, donde conoció a Andrés Pérez, con quien se casó muy joven. Comenzó su carrera en la danza e integró el conjunto folclórico Bafona, que fue disuelto tras el golpe de Estado de 1973. Al integrar el cuerpo de baile de la compañía de Silvia Piñeiro descubrió su amor por el escenario y comenzó sus estudios de teatro en la Universidad de Chile, los cuales finalizó en 2007, titulándose de actriz.
En 1988 la compañía Gran Circo Teatro estrenó La negra Ester —escrita por Roberto Parra y dirigida por Andrés Pérez— y comenzó su estrecha relación con este personaje, que interpretó por más de veinte años en sucesivos reestrenos. La fama que ha obtenido gracias a este rol ha hecho que se la identifique con «la Negra».
Sin embargo, han sido muchos los personajes encarnados por esta actriz en el Gran Circo Teatro, en obras como Época 70, Allende (1990), Popol Vuh (1992) y Nemesio pelao, ¿qué es lo que te ha pasao? de Cristián Soto (1999). Luego de la muerte de Andrés Pérez en el año 2002, Rosa Ramírez continuó trabajando como líder de la compañía y continuadora de la obra de Pérez. Ha actuado en los montajes Todos saben quién fue de Alejandro Moreno (2003), Delirios del Alcalde (2003) y Madame Venetzia (2006). Ha actuado y dirigido en De sirenas y rameras (2004) y ¿Por qué? (2005), obra que ella misma creó inspirada en la vida de Isadora Duncan.
En 2007 recibió un Premio APES a la Excelencia por su labor en el teatro, junto a Juan Radrigán, Alejandro Sieveking, Claudia Di Girolamo y el Teatro Ictus.

## Filmografía

### Películas
- El ciclista del San Cristóbal (1989)
- Un ladrón y su mujer (2001)
- Días de campo (2004)
- Fiestapatria (2007)
- Sombras de un director (2007)
- La visita (2014)
- Mala junta (2016)

### Telenovelas y series
- Teatro... y en el teatro (1979)
- Tres veces amor (1980)
- Troncal Negrete (1981)
- De cara al mañana (1982)
- Bienvenido Hermano Andes (1982)
- Anakena (1982)
- El juego de la vida (1983)
- Bellas y audaces (1988)
- Condominio (1991)
- Marrón glacé (1993)
- Adrenalina (1996)
- Teatro en Canal 13 (1997)
- Brigada Escorpión (1997)
- Amándote (1998)
- Fuera de control (1999)
- La otra cara del espejo (2000)
- Piel canela (2001)
- Machos (2003)
- Ríete punto con (2003)
- Cuentos de mujeres (2003)
- Cuentos chilenos (2004)
- Don Floro (2004)
- El cuento del tío (2004)
- Hombre: secretos y verdades (2004)
- Amor después de la marea (2005)
- El día menos pensado (2005)
- Mujer, rompe el silencio (2005)
- Mea culpa (2006)
- La vida es una lotería (2006)
- Historias de Eva (2006)
- Casado con hijos (2006)
- Mujeres que matan (2007)
- Teatro en Chilevisión (2007)
- Camera Café (2008)
- Infieles (2008)
- Historias de campo (2008)
- Cartas de mujer (2010)
- Karma (2011)
- 12 días que estremecieron Chile (2011)
- Sitiados (2015)
- Código rosa (2015)
- Vidas en riesgo (2016)
- Lo que callamos las mujeres (2017)
- Héroes invisibles (2019)
- Sitiados: México (2019)
- La jauría (2020)